# The New Boss Guitar of George Benson
Albums de George Benson
It's Uptown
(1966)
The New Boss Guitar of George Benson est le premier album studio du guitariste de jazz américain George Benson, sorti en 1964 sur le label Prestige Records.  Il a été enregistré à New York le 1er mai 1964 en collaboration avec The Brother Jack McDuff Quartet,.
L'album contient sept titres. La composition My Three Sons, enregistrée le 14 mai 1964, est ajoutée lors des rééditions en CD et en cassette de l'album à partir de 1990,.

## Liste des titres
Toutes les chansons sont écrites et composées par George Benson, sauf indication contraire.
| 1. | Shadow Dancers        | 4:45 |
| 2. | The Sweet Alice Blues | 4:36 |
| 3. | I Don't Know          | 6:45 |

| 4. | Just Another Sunday    |                             | 2:28 |
| 5. | Will You Still Be Mine | Matt Dennis (en), Tom Adair | 2:25 |
| 6. | Easy Living            | Leo Robin, Ralph Rainger    | 6:33 |
| 7. | Rock-A-Bye             |                             | 3:55 |

| Rééditions CD et cassette | Rééditions CD et cassette   | Rééditions CD et cassette | Rééditions CD et cassette | Rééditions CD et cassette | Rééditions CD et cassette | Rééditions CD et cassette | Rééditions CD et cassette | Rééditions CD et cassette | Rééditions CD et cassette |
| No                        | Titre                       | Auteur                    | Durée                     |                           |                           |                           |                           |                           |                           |
| ------------------------- | --------------------------- | ------------------------- | ------------------------- | ------------------------- | ------------------------- | ------------------------- | ------------------------- | ------------------------- | ------------------------- |
| 8.                        | My Three Sons (titre bonus) | Jack McDuff, Joe Dukes    | 5:37                      |                           |                           |                           |                           |                           |                           |
| 34:43                     |                             |                           |                           |                           |                           |                           |                           |                           |                           |

## Crédits
- George Benson – guitare

The Brother Jack McDuff Quartet
- Brother Jack McDuff – piano, orgue
- Red Holloway (en) – saxophone ténor
- Ronnie Boykins (en) – basse (pistes 1-7)
- Montego Joe (en) – batterie (1-7)
- Joe Dukes – batterie (8)